# جوائز ومحاضرات وميداليات الجمعية الملكية

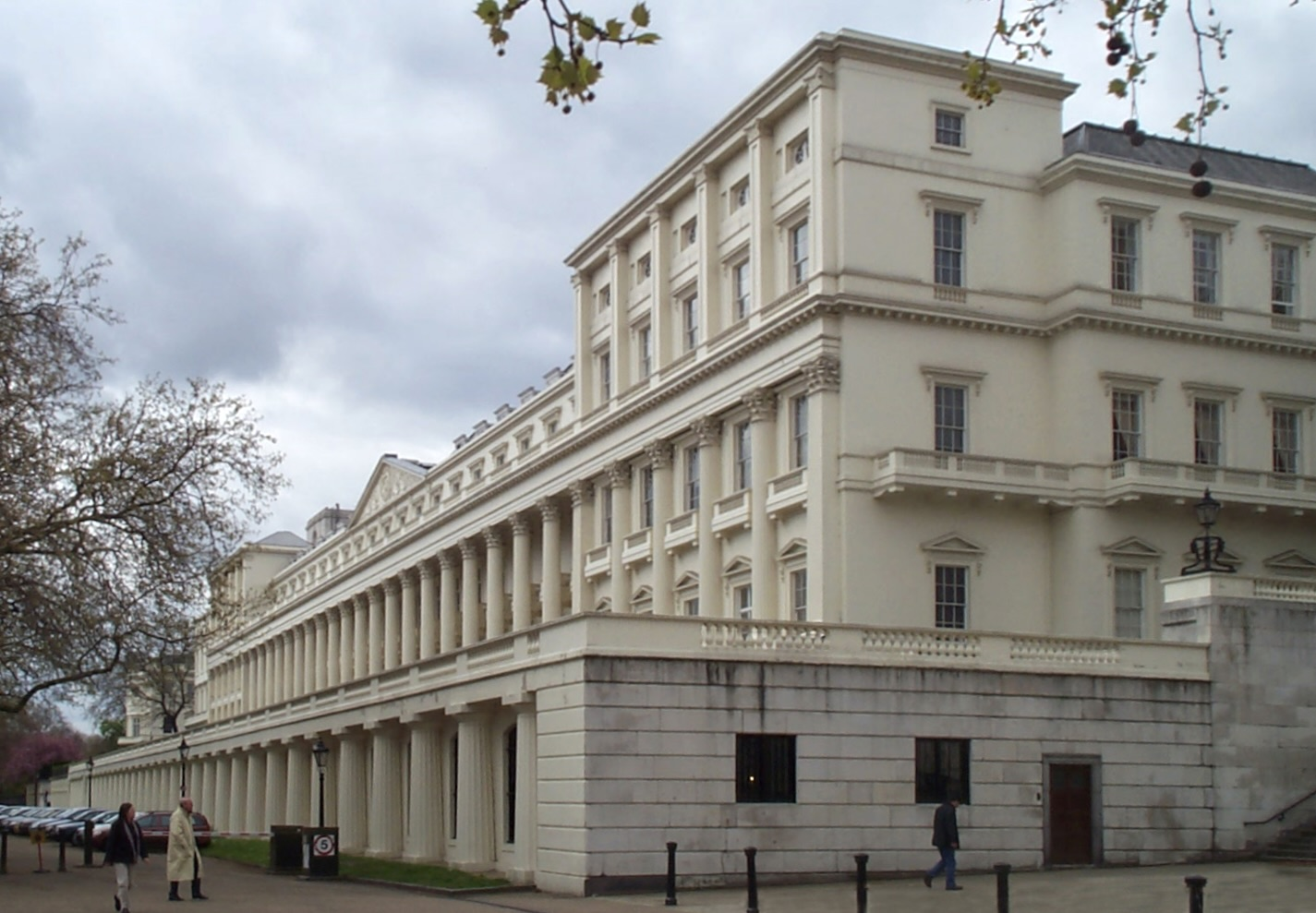
مقر الجمعة الملكية

تقدم الجمعية الملكية العديد من الجوائز والمحاضرات والميداليات تقديرًا للإنجاز العلمي.  أقدم المحاضرات في محاضرة كرونيان، التي أُنشئت عام 1701 بناءً على طلب أرملة ويليام كرون، أحد الأعضاء المؤسسين للجمعية الملكية. لا تزال محاضرة كرونيان تُمنح على أساس سنوي، وتعتبر من أهم جوائز الجمعية الملكية للعلوم البيولوجية.  على الرغم من إنشاء محاضرة كرونان في عام 1701، فقد تم منحها لأول مرة في عام 1738، بعد سبع سنوات من ميدالية كوبلي وهي أقدم ميدالية للجمعية الملكية لا تزال قيد الاستخدام وتم منحها "لإنجازات بارزة في البحث في أي فرع من فروع العلوم" 

## الجوائز
| #  | الجوائز                             | التأسيس | الوصف | الفائزون الجدد                    | ملاحظات |  |
| -- | ----------------------------------- | ------- | --- | --------------------------------- | ------- |  |
| 1  | جائزة شركة Armourers و Brasiers     | 1984    | تُمنح جائزة شركة Armourers and Brasiers كل سنتين "للتميز في علوم وتكنولوجيا المواد" برعاية شركة Worshipful of Armourers and Brasiers ومرفقة بهدية قدرها 2000 جنيه إسترليني. | جورج سميث 2020                    | [ 4 ]   |  |
| 2  | جائزة ومحاضرة جلاكسو سميث كلاين     | 1976    | تُمنح جائزة ومحاضرة جلاكسو سميث كلاين كل سنتين "للمساهمات الأصلية في العلوم الطبية والبيطرية المنشورة في غضون عشر سنوات من تاريخ منح الجائزة"، وهي عبارة عن جائزة ومحاضرة مصحوبة بهدية بقيمة 2500 جنيه إسترليني. رعت مؤسسة ويلكوم ترست الجائزة في البداية عام 1986 ولكن في عام 2002 أعيدت تسميتها بجائزة جلاكسو سميث كلاين. | أندرو هاترسلي 2016                | [ 5 ]   |  |
| 3  | جائزة مايكل فاراداي                 | 1986    | تُمنح سنويًا "للتميز في إيصال العلوم إلى الجماهير في المملكة المتحدة"، ومن المتوقع أن يلقي الفائز بجائزة مايكل فاراداي محاضرة، حيث سيتم منحه هدية بقيمة 2500 جنيه إسترليني مع الجائزة. | ديفيد سبيجلهلتر 2020              | [ 6 ]   |  |
| 4  | جائزة ميلنر                         | 2012    | تُمنح جائزة ميلنر، المدعومة من Microsoft Research، سنويًا للإنجازات المتميزة في علوم الكمبيوتر من قبل باحث أوروبي. وهو يحل محل جائزة Microsoft Society و Académie des sciences لمايكروسوفت وتم تسميته على شرف البروفيسور روبن ميلنر (1934-2010)، الرائد في علوم الحاسوب.                                                     | زوبين قهرماني 2021                | [ 7 ]   |  |
| 5  | جائزة مولارد                        | 1967    | تُمنح جائزة مولارد " للفرد الذي لديه سجل أكاديمي متميز في أي مجال من مجالات العلوم الطبيعية أو الهندسة أو التكنولوجيا والذي يؤدي عمله حاليًا أو لديه القدرة على المساهمة في الازدهار الوطني في المملكة المتحدة". والمهندسين في المراحل الأولى من حياتهم المهنية ويرافقهم هدية بقيمة 2000 جنيه إسترليني.                      | هاجان بايلي 2019                  | [ 8 ]   |  |
| 6  | جائزة الجمعية الملكية الأفريقية     | 2016    | للتعرف على علماء الأبحاث المقيمين في إفريقيا والذين يقدمون مساهمة مبتكرة في العلوم البيولوجية، بما في ذلك العلوم الطبية الأساسية، والتي تساهم بشكل كبير في بناء القدرات في إفريقيا. ستحصل الفائزة على منحة قدرها 11000 جنيه إسترليني لمشروعها البحثي، وميدالية برونزية وهدية قدرها 1000 جنيه إسترليني.                     | ستيفن رونو 2020                   | [ 9 ]   |  |
| 7  | جائزة الجمعية الملكية أثينا         | 2016    | تُمنح كل سنتين (في السنوات الزوجية) للأفراد والفرق، الذين يعملون في الأوساط الأكاديمية والبحثية في المملكة المتحدة، والذين ساهموا بشكل أكبر في النهوض بالتنوع في العلوم والتكنولوجيا والهندسة والرياضيات (STEM) داخل مجتمعاتهم. يحصل الحاصلون على الجائزة على ميدالية وهدية قدرها 5000 جنيه إسترليني.                       | بيث مونتاج هيلين، أليكس بوند 2020 | [ 10 ]  |  |
| 8  | جائزة الجمعية الملكية للكتب العلمية | 1988    | تُعرف حاليًا باسم جائزة كتب العلوم للجمعية الملكية، وتُمنح سنويًا للكتاب الذي تم اعتباره أفضل كتاب في العلوم العامة للعام السابق للقارئ غير المتخصص. يحصل الفائز على 25000 جنيه إسترليني. | أندريا وولف 2016                  | [ 11 ]  |  |
| 9  | جائزة روزاليند فرانكلين             | 2003    | تُمنح جائزة روزاليند فرانكلين سنويًا "لمساهمة بارزة في أي مجال من مجالات العلوم والتكنولوجيا والهندسة والرياضيات" مصحوبة بمنحة بحثية قدرها 30 ألف جنيه إسترليني وتُمنح حصريًا للنساء. | جوليا جوج 2020                    | [ 12 ]  |  |
| 10 | جائزة ديفيد أتينبورو                | 2020    | تُمنح جائزة ديفيد أتينبورو سنويًا " للفرد للمشاركة العامة المتميزة في العلوم" مصحوبة بهدية قدرها 2500 جنيه إسترليني | أليس روبرتس 2020                  | [ 13 ]  |  |
| 11 | جائزة الجمعية الملكية Hauksbee      | 2022    | تُمنح سنويًا "للإنجازات البارزة في العلوم لفرد أو فريق يكون عمله في الغالب" خلف الكواليس "أو دعمًا، بما في ذلك الفنيين وموظفي مكاتب الأبحاث أو المساهمين الآخرين الذين قد لا يتم الاعتراف بهم عادةً". سيحصل الفائز أو الفائز بالجائزة على ميدالية من الفضة المذهبة وهدية قدرها 2000 جنيه إسترليني                              | نيل بارنز 2022                    | [ 14 ]  |  |

## المحاضرات الداخلية
| # | المحاضرة                    | التأسيس | الوصف | المحاضرين الجدد     | ملحوظات |
| - | --------------------------- | ------- | --- | ------------------- | ------- |
| 1 | محاضرة بيكراني              | 1775    | تُمنح سنويًا "على هذا الجزء من التاريخ الطبيعي أو الفلسفة التجريبية، في ذلك الوقت وبالطريقة التي يرضي رئيس ومجلس الجمعية في الوقت الحالي أن يأمروا بها ويعينوا"، تمت تسمية محاضرة بيكر باسم هنري بيكر وهي محاضرة أولى بالجمعية الملكية للعلوم الفيزيائية. | جيمس هوغ 2020       | [ 15 ]  |
| 2 | محاضرة كليفورد باترسون      | 1975    | تُمنح محاضرة كليفورد باترسون كل سنتين "في أي جانب من جوانب الهندسة"، وقد تم إنشاؤها في عام 1975 بتبرع من شركة جنرال إلكتريك بي إل سي تكريماً لكليفورد باترسون. إنه موجه للعلماء من المستوى الأول إلى المتوسط ويرافقه هدية بقيمة 500 جنيه إسترليني. | جاكلين كول 2020     | [ 16 ]  |
| 3 | محاضرة كريك                 | 2003    | تُعطى سنويًا حول موضوع "في أي مجال من مجالات العلوم البيولوجية، ولكن ستعطى الأفضلية للمجالات العامة التي عمل فيها فرانسيس كريك بنفسه: علم الوراثة، والبيولوجيا الجزيئية وعلم الأعصاب". عالم دون سن الأربعين، أو في مرحلة مهنية مماثلة لعالم أقل من 40 عامًا. | جريجوري جيفريس 2019 | [ 17 ]  |
| 4 | محاضرة كرونيان              | 1701    | تمنح سنويًا حول "تقدم المعرفة الطبيعية على الحركة المحلية، أو (بشروط) مواضيع أخرى، في رأي الرئيس في الوقت الحالي، يجب أن تكون مفيدة للغاية في الترويج للأغراض التي تأسست من أجلها الجمعية الملكية" سميت محاضرة كرونيان باسم ويليام كرون، أحد الأعضاء المؤسسين للجمعية الملكية، وهي أقدم محاضرة تحتفظ بها الجمعية ؛ إنها أيضًا المحاضرة الأكثر شهرة في العلوم البيولوجية. | إدوارد بويدن 2020   | [ 18 ]  |
| 5 | محاضرة فيرير                | 1928    | تُعطى كل ثلاث سنوات "حول موضوع يتعلق بتقدم المعرفة الطبيعية حول بنية ووظيفة الجهاز العصبي"، تم تسمية محاضرة فيرير على اسم ديفيد فيرير [الإنجليزية]. | ريمون دولان 2019    | [ 19 ]  |
| 6 | محاضرة ليوينهوك             | 1948    | تُمنح محاضرة ليوينهوك كل ثلاث سنوات "تقديرًا للتميز في [مجالات] علم الأحياء الدقيقة... علم الجراثيم، وعلم الفيروسات، وعلم الفطريات، وعلم الطفيليات، والفحص المجهري ". | جيفري ل سميث 2020   | [ 20 ]  |
| 7 | محاضرة ويلكينز برنال ميدوار | 2005    | تُعطى محاضرة ويلكنز-برنال-مدور سنويًا حول "بعض جوانب الوظيفة الاجتماعية للعلم"، وقد تم إنشاؤها كدمج لمحاضرات ويلكنز وبرنال ومدور التي استضافتها سابقًا الجمعية الملكية. | Philip Ball 2022    | [ 21 ]  |

## المحاضرات الدولية
| # | محاضرة                    | مخلوق | وصف | المحاضرين الجدد  | ملحوظات |
| - | ------------------------- | ----- | --- | ---------------- | ------- |
| 1 | محاضرات رذرفورد التذكارية | 1952  | محاضرة رذرفورد التذكارية هي محاضرة دولية للجمعية الملكية تم إنشاؤها بموجب مخطط رذرفورد التذكاري في عام 1952. تُعقد في جامعات في دول مختلفة في الكومنولث، بشرط أن تُعقد محاضرة واحدة على الأقل من كل ثلاث محاضرات في نيوزيلندا. | جون سولستون 2013 | [ 22 ]  |

## الميداليات والاوسمة
| #  | الميدالية                | التأسيس | الوصف | الجدد                      | ملحوظات |
| -- | ------------------------ | ------- | --- | -------------------------- | ------- |
| 1  | وسام بوكانان             | 1897    | تُمنح هذه الجائزة في الأصل كل خمس سنوات، وتُمنح الآن كل سنتين تقديراً للمساهمة المتميزة في العلوم الطبية بشكل عام والميدالية الفضية المذهبة مصحوبة بهدية قدرها 1000 جنيه إسترليني. | دوغ تورنبول 2020           | [ 23 ]  |
| 2  | وسام كوبلي               | 1731    | تُمنح ميدالية كوبلي سنويًا "للإنجازات المتميزة في البحث في أي فرع من فروع العلوم"، وهي أقدم وأعرق جائزة للجمعية الملكية وهي مصحوبة بهدية قدرها 25000 جنيه إسترليني. | جون ب 2019                 | [ 24 ]  |
| 3  | ميدالية داروين           | 1890    | تُمنح ميدالية داروين كل عامين عن "عمل متميز معترف به في المجال الواسع لعلم الأحياء الذي عمل فيه تشارلز داروين"، مصحوبة بهدية قدرها 1000 جنيه إسترليني. | بيتر هولاند 2019           | [ 25 ]  |
| 4  | ميدالية ديفي             | 1877    | تُمنح ميدالية ديفي كل عام "لاكتشاف حديث ومهم للغاية في أي فرع من فروع الكيمياء" مع بهدية قدرها 1000 جنيه إسترليني. على عكس العديد من ميداليات الجمعية الملكية الفضية، فإن ميدالية ديفي برونزية.                                                                                               | فاريندر أجروال 2019        | [ 26 ]  |
| 5  | ميدالية غابور            | 1989    | تُمنح ميدالية غابور كل سنتين "لتميز معترف به للعمل متعدد التخصصات بين علوم الحياة مع التخصصات الأخرى" مع بهدية قدرها 1000 جنيه إسترليني وتستهدف العلماء في المراحل المبكرة أو المتوسطة من حياتهم المهنية.                                                                                     | أليسون نوبل 2019           | [ 27 ]  |
| 6  | ميدالية هيوز             | 1902    | تُمنح ميدالية هيوز سنويًا "تقديراً لاكتشاف أصلي في العلوم الفيزيائية، ولا سيما الكهرباء والمغناطيسية أو تطبيقاتهما" مع هدية تبلغ 1000 جنيه إسترليني. على عكس الميداليات الأخرى مثل ميدالية كوبلي، لم تُمنح ميدالية هيوز لنفس الشخص أكثر من مرة.                                                  | أندرو إيان كوبر 2019       | [ 28 ]  |
| 7  | ميدالية ومحاضرة كافلي    | 2012    | تُمنح ميدالية كافلي البرونزية كل سنتين "للتميز في جميع مجالات العلوم والهندسة ذات الصلة بالبيئة أو الطاقة" لعالم في المراحل الأولى من حياته المهنية، مصحوبة بهدية قدرها 500 جنيه إسترليني. | إيان تشابمان 2020          | [ 29 ]  |
| 8  | وسام الملك تشارلز الثاني | 1998    | تُمنح لأي رئيس دولة أجنبي أو رئيس حكومة أو صاحب منصب آخر في مكانة بارزة مماثلة لمساهمته في تعزيز العلوم أو النهوض بها أو استخدامها لصالح المجتمع، عادةً في الجمعية بمناسبة زيارة المتلقي. الترشيحات التي لم تتم دعوتها، وتمنح وفقًا لتقدير المجلس.                                              | توني تان كنج يام 2014      | [ 30 ]  |
| 9  | وسام ليفرهولم            | 1960    | تُمنح ميدالية ليفرهولم كل ثلاث سنوات "لمساهمة بارزة في مجال الكيمياء أو الهندسة البحتة أو التطبيقية، بما في ذلك الهندسة الكيميائية" مع هدية قدرها 2000 جنيه إسترليني وتم إنشاؤها للاحتفال بمرور 300 عام على تأسيس الجمعية الملكية                                                             | فرانك كاروزو 2019          | [ 31 ]  |
| 10 | الميدالية الملكية        | 1826    | تُمنح الميدالية الملكية كل عام في ثلاث مرات لسببين مختلفين ؛ تُمنح ميداليتان عن "أهم الإسهامات في النهوض بالمعرفة الطبيعية" وواحدة "للمساهمات المتميزة في العلوم التطبيقية". الميدالية الملكية هي ميدالية الجمعية الملكية الوحيدة التي تُمنح عدة مرات في السنة، وتُعرف أيضًا باسم ميدالية الملكة. | ك روبنسون، آن داولينج 2019 | [ 32 ]  |
| 11 | ميدالية رومفورد          | 1800    | تُمنح ميدالية رومفورد كل سنتين "لاكتشاف حديث مهم للغاية في مجال الخصائص الحرارية أو الضوئية للمادة التي صنعها عالم يعمل في أوروبا" مصحوبة بهدية قدرها 1000 جنيه إسترليني. أول شخص حصل على الميدالية كان الكونت رومفورد، الذي صنعها في المقام الأول.                                           | مايلز بادجيت 2019          | [ 33 ]  |
| 12 | وسام سيلفستر             | 1901    | تُمنح ميدالية سيلفستر كل سنتين "لتشجيع البحث الرياضي" مصحوبة بهدية قدرها 1000 جنيه إسترليني وتستهدف العلماء في المراحل المبكرة أو المتوسطة من حياتهم المهنية. | بيتر سارناك 2019           | [ 34 ]  |

## جوائز ومحاضرات تاريخية
| المحاضرة                             | التأسيس | الملاحظات |
| ------------------------------------ | ------- | --------- |
| محاضرة بيرنال                        | 1969    | [ 35 ]    |
| Esso Energy Award                    | 1974    | [ 36 ]    |
| محاضرة فلوري                         | 1981    | [ 37 ]    |
| جائزة كوهن                           | 2005    | [ 38 ]    |
| محاضرة ميدوار                        | 1985    | [ 39 ]    |
| محاضرة فيليبس                        | 1980    | [ 40 ]    |
| Pilgrim Trust Lecture                | 1938    | [ 41 ]    |
| Tercentenary Lectures                | 1960    | [ 42 ]    |
| Wilkins Lecture                      | 1947    | [ 43 ]    |
| جائزة مايكروسوفت                     | 2006    | [ 44 ]    |
| محاضرة المملكة المتحدة وكندا رذرفورد | 1982    | [ 45 ]    |
| محاضرة بلاكيت التذكارية              | 1975    | [ 46 ]    |
| محاضرة كلود برنارد                   | 1984    | [ 47 ]    |
| محاضرة همفري ديفي                    | 1984    | [ 47 ]    |